# Vélez-Blanco
Vélez-Blanco é uma localidade da província de Almeria, Espanha. Em 2007 contava com 2.219 habitantes. Sua extensão superficial é de 441 km² e tem uma densidade de 5,03 hab/km². Encontra-se situada a uma altitude de 1.070 metros e a 164 quilômetros da capital de província, Almeria.
Pertence à Comarca de Los Vélez. Conta com um castelo do século XVI (atualmente em processo de restauração pela Junta de Andaluzia), vinculado ao Marquesado dos Vélez. Também se destacam a Igreja de Santiago, o Convento de São Luis e a Caverna dos Letreiros, na qual se encontra o indalo, pintura rupestre do Neolítico tardio ou Idade do Cobre que representa uma figura humana, e que se converteu no signo da província de Almeria. A caverna foi declarada Monumento Histórico Nacional em 1924 e posteriormente em 1998 também Patrimônio da Humanidade pela UNESCO.

## Geografia
Neste município encontram-se os lugarejos de Topares e Santonge, este último contando com pinturas rupestres.

### Hidrografia
As suas águas vertem tanto no rio Segura quanto no Guadalquivir, através da Cañada del Salar. Segundo recentes estudos, o arroio Cañada del Salar poderia ser considerado como o nascimento do Guadalquivir.

## Patrimônio artístico e monumental
Castelo dos Fajardo, declarado Bem de Interesse Cultural Andaluz, incluído no catálogo do mesmo nome, o castelo melhor conservado da província de Almeria.

### Descrição da malha urbana
O acidentado do terreno e a sua delimitação física determinam a configuração urbana. O Patrimônio edificado, de grande unidade, fraguado ao longo dos séculos e de maneira definitiva durante os séculos XVIII e XIX. 
Seu passado histórico fica testemunhado pelo Castelo dos Fajardo, o elevado número de edifícios e casas palacianas e as suas edificações singulares. 
A arquitetura tradicional de Vélez-Blanco subsiste, e junto a ela a arquitetura mudéjar, renascentista, barroca e historicista, assentada sobre um traçado urbanístico cuja tipologia responde aos mesmos cânones da sua arquitetura.
A zona histórica que se delimita, percebe-se como uma unidade urbana, que coincide com exatidão com os limites atuais devido ao acidentado do terreno que dificultou a expansão. No seu interior encontram-se todos os edifícios, espaços urbanos e elementos singulares que têm especial relevância, como testemunho da cultura e evolução da comunidade.

### História do desenvolvimento urbanístico
O atual Vélez-Blanco assenta-se no mesmo lugar em que se erigiu a população muçulmana para o século XIII, construindo uma alcáçova sobre a que posteriormente edificar-se-ia o Castelo dos Marqueses dos Vélez. 
La Moreria constitui o núcleo mais primitivo, com as suas moradias escalonadas tendo sempre como eixo o Castelo. 
A população encontrava-se rodeada por uma dupla muralha: a primeira muralha abrangia a alcáçova e a mesquita (atual igreja da Magdalena). Entre esta muralha e a segunda linha encontra-se o bairro de La Moreria. 
As muralhas exteriores baixavam desde a fonte dos Cinco Canhos até à plazoleta del Mesón, bordejava as ruas de Palácio e Calasparra e na sua conjunção abria-se uma portela para saída às hortas. 
Nos Canhos de Caravaca havia uma porta, e daqui a muralha subia em torno ao cerro até se unir com a porta dos Cinco Canhos. No exterior das muralhas encontravam-se os arrabaldes. 
Em 1507 começa a construção do Castelo dos Fajardo; para isso foi necessário demolir parte da alcáçova árabe. 
A população rebordou o bairro da Moraria e abriram-se novas ruas e construíram-se novas moradias para albergar a população cristã. Surgem as principais ruas, como a de La Corredera. A todo o longo do século XVI, a população estende-se pela ladeira e pelas zonas chãs. Edifica-se a Igreja de Santiago, que se tornará um eixo da vida social e comercial da povoação. 
Outra construção de grande transcendência para o desenvolvimento urbanístico e a configuração atual da povoação, será o Convento de São Luis, mandado erguer por D. Luis Fajardo em 1572 ao outro lado do Barranco das Fuentes. Este edifício pronto converte-se no centro polarizador de um novo núcleo populacional, que dará lugar ao "Bairro". Este novo bairro fica organizado em torno ao eixo formado pela Rua São Francisco, a partir da qual, e seguindo a topografia do terreno, ir-se-iam erguendo as casas. 
Em linhas gerais, trata-se de moradias simples, de um ou dois andares, com muros caiados e cobertas de telha. O século XVII e o XVIII, com o aumento demográfico experimentado na população, termina-se de configurar o zona histórica. Assim a sua estrutura urbana atual vem definida pela rodovia de Vélez-Rubio a Maria que atravessa a cidade, o cerro do Castelo e o das Fuentes a oeste, abruptas vertentes a norte e a sul, e o este vêm delimitado pelo Barranco da Canastera e o das Fuentes.